# Flemming C. Lund

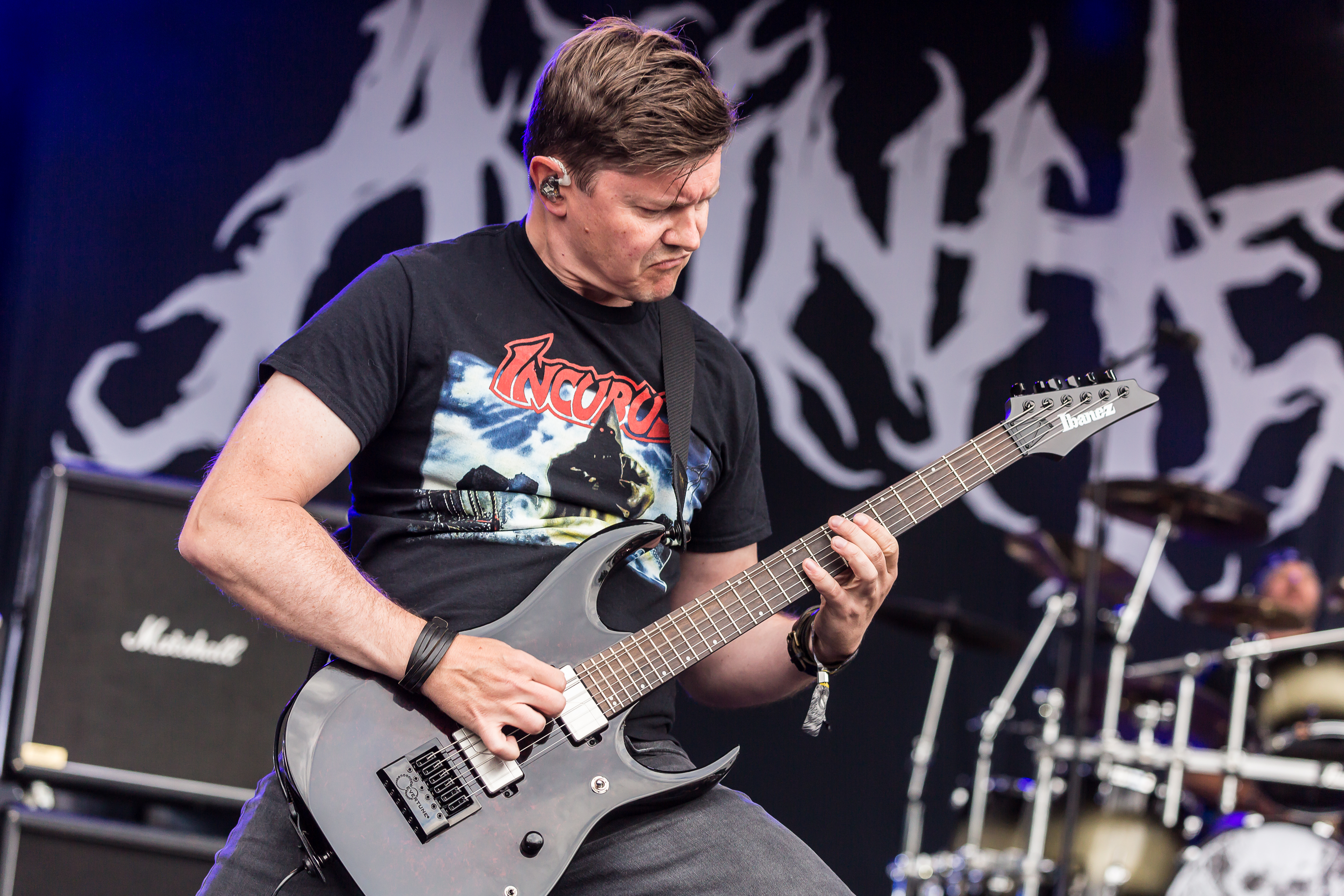
Flemming C. Lund (2024)

Flemming Clausen Lund (* 1. Mai 1975 in Skodborg) ist ein dänischer Metal-Gitarrist. Er ist Mitglied der Bands The Arcane Order und Temple of Scorn und spielte zuvor bei Autumn Leaves und Invocator. Darüber hinaus ist er als Live-Gitarrist aktiv.

## Karriere
Lund startete seine Karriere Anfang der 1990er Jahre mit der Melodic-Death-Metal-Band Autumn Leaves, mit der er zwei Studioalben veröffentlichte. Da er über die Entwicklung der Band unzufrieden war, gründete er mit dem Bassisten Boris Tandrup die Thrash-Metal-Band Scavenger. Etwa zur gleichen Zeit schloss sich Lund der Band Invocator an, mit der er im Jahre 2003 deren bislang letztes Studioalbum Through the Flesh to the Soul veröffentlichte. Nach der Albumveröffentlichung widmete er sich wieder seiner Band Scavenger, die sich nach der Veröffentlichung einer Promo-CD im Jahre 2005 in The Arcane Order unbenannten. Laut Lund gab es mindestens fünf andere Bands mit diesem Namen, so dass sich die Musiker einen originelleren Namen suchte. The Arcane Order veröffentlichten drei Studioalben. Im Jahre 2018 gründete Lund die Death-Metal-Band Temple of Scorn, die bislang ein Studioalbum veröffentlichten.
Als Live-Gitarrist trat Lund bislang mit den Bands Raunchy, Asinhell und Volbeat auf. Darüber hinaus war er als Gastmusiker bei Bands wie Dawn of Demise, Destruction, Hell’s Domain und Icon in Me aktiv.

## Diskografie
| mit The Arcane Order mit Autumn Leaves | mit Invocator - 2003: Through the Flesh to the Soul mit Temple of Scorn - 2023: Funeral Altar Epiphanies |

als Gastmusiker
- 2008: Destruction – Odyssey of Frustration
- 2009: Icon in Me – The Worthless King und Fierse by God
- 2010: Dawn of Demise – Reap the Suffering
- 2013: Hell’s Domain – Crawling in the Shadows
- 2014: Raunchy – I, Avarice
- 2023: Asinhell – Impii Hora (Leadgitarre bei allen Titeln)